# Lincoyán
Lincoyán (Arauco, c. 1519 - Cañete, 1560) fue el toqui mapuche que sucedió a Aillavillú en 1550 luego de la derrota en la Batalla de Penco. 
Intentó impedir que Pedro de Valdivia invadiera y estableciera fortalezas y ciudades entre 1551 y 1553, al inicio de la Guerra de Arauco, sin éxito. En 1551 atacó a Valdivia a orillas del Andalién, pero el fuerte vecino resistió sus ataques. Durante parte de ese año y en 1552 continuó luchando contra Valdivia a lo largo del río Cautín. En 1553 fue reemplazado por Lautaro, pero se le dio el mando de una división. En este año participó en la toma de las fortalezas de Arauco y Tucapel. Poco después de esta batalla derrotó a una fuerte fuerza española que vino a proteger La Imperial. Siguió a Lautaro y luego a Caupolicán en todas sus victorias y en todas sus batallas hasta la muerte de ese jefe en 1558. Después continuó la guerra contra los españoles hasta morir en la batalla de Cañete.
| Predecesor: Aillavilú | Toqui (Jefe Militar) 1551 - 1553 | Sucesor: Lautaro |